# 棒球位置
在棒球賽事中，當球隊處於防守狀態時，球隊裡九名隊員都將每人分配一個特定的守備位置。為便於正式记录员記錄成績，每個守備位置的球員都會分配一個固定的編號：1號（投手）、2號（捕手）、3號（一壘手）、4號（二壘手）、5號（三壘手）、6號（游擊手）、7號（左外野手）、8號（中外野手）和9號（右外野手）。 這些位置總的來說可以分為三組：外野手（含左外野手、中外野手和右外野手）、內野手（含一壘手、二壘手、三壘手和游擊手）和投捕搭檔（含投手和捕手）。傳統上，同一組別的選手可以互相交換位置（例如：二壘手通常可以適任游擊手，而中外野手也可以打右外野）；但是由於投手和捕手是高度專業化的位置，他們很少會擔任其他位置的守備角色。

## 守備要求
棒球守備球員必須擅長接取進攻方的擊球，因為在棒球被擊出並在落地反彈之前接住球是他們可以將擊球員接殺的一種方式，並且還可以創造機會迫使其他跑壘員停止前進或觸殺、封殺他們。此外，守備球員還要擅長傳球。在很多比賽中，都須有守備球員拿到被擊出的棒球後迅速傳給另外一名守備球員，而這名守備球員可以用接住棒球的手或手套來觸殺或封殺跑壘員。守備球員全場需要不斷跑動、滑行和俯衝，以便能夠接觸、截停和捕獲被擊出的棒球，並做好迅速轉移該棒球的準備，而所有的這一切都是為了盡快將球傳遞給另一個守備球員。而且守備球員中守壘員還要經常面對跑壘員在偷壘和跑壘時對自己的撞擊。
根據實際情況，守備球員也需要充當不同的角色。例如當外野手從球場圍欄附近將擊球傳回本壘時，需要內野手充當中繼點以截斷傳球並快速接力傳遞回本壘。
作為一個守備整體，外野手有時需要翻閱圍欄以及攀登圍墻以接住長打球，避免攻擊方打出本壘打；內野手的注意裡則主要放在各自駐守的壘板及對方跑者；投手和捕手有制止對方偷壘的責任，因為在球被擊出前都在他們的控制下。

## 球員其他角色
| - 指定打擊 - 代打 - 代跑 - 工具人 - 功能性球員 - 先發投手 | - 後援投手 - 一人左投 - 長中繼 - 中繼投手 - 佈局投手 - 終結投手 |

## 球隊其他職位
| - 經理 - 教練 - 運動防護員 - 裝備經理 | - 總經理 - 棒童 - 球童 - 隊醫 |